# Ginostra
Ginostra – włosko-francusko-amerykański kryminał z 2002 roku.

## Główne role
- Harvey Keitel - Matt Benson
- Andie MacDowell - Jessie
- Francesca Neri - Elena Gigli
- Stefano Dionisi - Giovanni Gigli
- Harry Dean Stanton - Del Piero
- Mattia De Martino - Ettore Greco
- Asia Argento - Zakonnica
- Luigi Maria Burruano - Wujek Ettore
- Angela Goodwin - Matka przełożona
- Veronica Lazar - Suzanna Del Piero
- Maurizio Nicolosi - Manzella
- Tony Palazzo - Stefano Greco

## Fabuła
Agent FBI Matt Benson zostaje wysłany na wyspę Panarea, gdzie ma podjąć współpracę z włoskim rządem. Zamieszkuje w pięknym domu, co sprawia szczególną radość jego żonie Jessie i córce Tinie. Kilka dni później Matt przesłuchuje 11-letniego Ettore Greco, którego rodzina zginęła w zamachu bombowym zorganizowanym przez mafię. Jego ojciec był świadkiem koronnym i miał zeznawać przeciwko mafii. Ze względów bezpieczeństwa chłopiec zamieszkuje w domu agenta Bensona.